# Юлія (Тулча)
Юлія (рум. Iulia) — село у повіті Тулча в Румунії. Входить до складу комуни Ізвоареле.
Село розташоване на відстані 203 км на схід від Бухареста, 27 км на південний захід від Тулчі, 93 км на північ від Констанци, 60 км на південний схід від Галаца.

## Населення
За даними перепису населення 2002 року у селі проживали 339 осіб. Усі жителі села рідною мовою назвали румунську.
Національний склад населення села:
| Національність | Кількість осіб | Відсоток |
| -------------- | -------------- | -------- |
| румуни         | 332            | 97,9%    |
| греки          | 7              | 2,1%     |